# Gowdeyana mirabilis
Gowdeyana mirabilis är en tvåvingeart som beskrevs av Charles Howard Curran 1928. Gowdeyana mirabilis ingår i släktet Gowdeyana och familjen vapenflugor.
Artens utbredningsområde är Jamaica. Inga underarter finns listade i Catalogue of Life.